# Epichalcoplethis sanctijacobi
Epichalcoplethis sanctijacobi är en skalbaggsart som beskrevs av Ohaus 1905. Epichalcoplethis sanctijacobi ingår i släktet Epichalcoplethis och familjen Rutelidae. Inga underarter finns listade i Catalogue of Life.